# Frontera entre Mauritània i el Sàhara Occidental
La Frontera entre Mauritània i el Sàhara Occidental separa la Mauritània i el territori reivindicat pel Sàhara Occidental. Té una extensió de 1.561 km.

## Història
El seu recorregut data de començaments del segle xix entre la colònia de Mauritània i el Sàhara Espanyol. El 27 de juny de 1900 França i Espanya va signar el Tractat de París, que defineix la frontera entre Riu d'Or (espanyol) i Mauritània (francès). El 4 d'octubre de 1904, la convenció de Paris fixava les fronteres de Saguia el Hamra i de Cap Juby.
Després de la sortida dels espanyols en 1975-1976 com a resultat de l'acord tripartit de Madrid, el Marroc i Mauritània es repartiren el Sàhara Occidental, però el moviment independentista sahrauí, el Polisario, armat principalment per Algèria i Líbia, s'oposa a l'annexió. El juliol de 1979, després d'un cop d'estat, el Comitè Militar de Salvació Nacional (CMSN) de Mauritània signa un tractat de pau amb el Front Polisario, a través del qual es renuncia a qualsevol reclamació de la tercera part de Sàhara occidental concedit en els acords de Madrid, i reconèixer el Polisario com a únic representant dels sahrauís. El Marroc s'annexà la part sud del territori.
En la dècada de 1980, el Marroc va construir en diverses etapes el mur marroquí al desert per tal d'impedir els atacs del Polisario. Després de l'alto el foc el 1991, el mur marroquí és la línia que separa el territori controlat pel Marroc, i la controlada pel Polisario.
A la pràctica, la frontera actual es troba controlada pel Marroc al sud (Guerguerat, Bir Guenduz, Tichla) i pel Front Polisario a l'est.

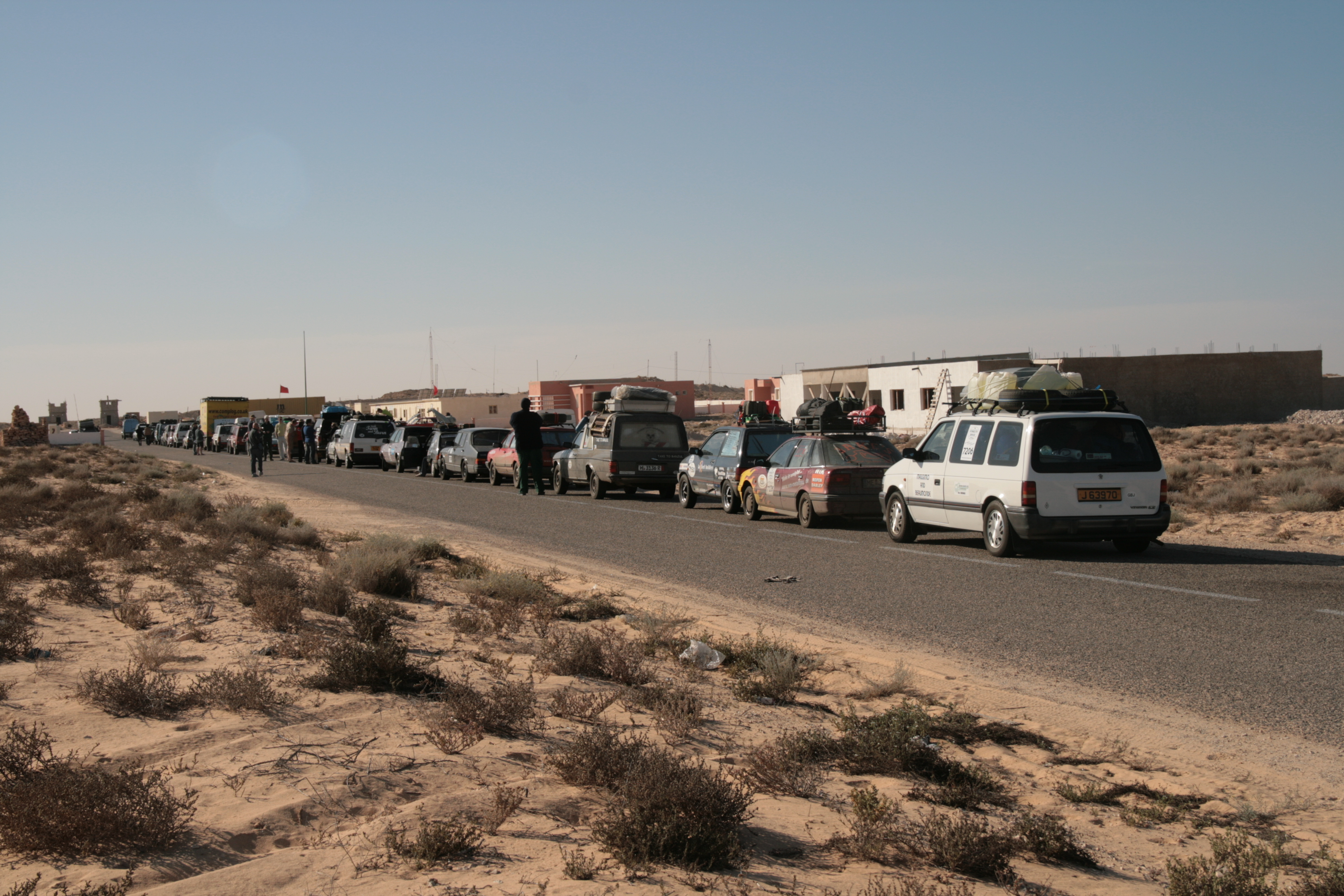
Control marroquí de Bir Guenduz a Guerguerat

És possible creuar aquesta zona per algunes àrees buidades, seguint pistes obligatòries. La ruta més segura és la que uneix Nouadhibou a Mauritània amb Guerguerat, sota control marroquí. Aquest és l'únic camí obert de moment per les autoritats marroquines.